# Hrvoje Iveković
Hrvoje Iveković (Zagreb, 9. svibnja 1901. — Zagreb, 13. prosinca 1991.) bio je hrvatski kemičar, rektor Sveučilišta u Zagrebu i redovni član HAZU. 

## Životopis
Rođen je u Zagrebu. U Zagrebu i Varaždinu je pohađao gimnaziju, a kemiju je studirao na visokim tehničkim školama u Brnu i Zagrebu. Doktorirao je na Sveučilištu u Zagrebu.
Na njegovu inicijativu 1945. osnovan je Farmaceutski fakultet u Zagrebu, a Iveković je redoviti profesor opće i anorganske kemije do odlaska u mirovinu 1971. godine. Od 1954. do 1956. bio je rektor Sveučilišta u Zagrebu. Predsjednik je Hrvatskoga kemijskog društva od 1962. do 1963. Od 1968. do 1970. predsjednik Matice hrvatske.

## Djela
- Higijena pitke vode (1930.)
- Mijenjanje kemijskog sastava vode Plitvičkih jezera (1958.)
- Unificirana jugoslavenska nomenklatura anorganske kemije (1966.)
- Mineralne i termalne vode SR Hrvatske (1981., suautorica Renata Peroš)
- Desalinacija (1995., suautori Branko Kunst i Stjepan Ivić)

## Vanjske poveznice
Mrežna mjesta
- Hrvoje Iveković Hrvatska tehnička enciklopedija, portal hrvatske tehničke baštine. LZMK

- Hrvoje Iveković (1901-1991) (nekrolog), Ljetopis HAZU 95/1991.